# Ian Gow
Ian Gow (* 11. Februar 1937 in London; † 30. Juli 1990 in Hankham, East Sussex) war ein britischer Politiker der Conservative Party und Minister.

## Biografie
Nach dem Besuch der Privatschule Winchester College trat Gow 1956 in die British Army ein, wo er bis 1962 als Offizier bei den 15th/19th The King’s Royal Hussars seinen Dienst versah. Anschließend studierte er Rechtswissenschaften und war als Solicitor tätig.
Seine politische Laufbahn begann 1966, als er als Kandidat der Konservativen erstmals zum Abgeordneten des Unterhauses gewählt wurde. Nach dem Wahlsieg von Margaret Thatcher 1979 wurde er von dieser zum Parlamentarischen Privatsekretär berufen. 1983 ernannte ihn Thatcher zum Wohnungsbauminister und anschließend 1985 zum Staatsminister im Schatzamt (Treasury).
Aus Protest gegen das 1985 von Thatcher und dem irischen Premierminister Garret FitzGerald unterzeichnete Anglo-Irische Abkommen trat er 1986 von seinem Kabinettsposten zurück. Seine energische Verurteilung der Aktivitäten der IRA und seine Kritik an jeglicher Lockerung der Verpflichtung des Vereinigten Königreiches gegenüber Nordirland, verbunden mit seiner fortbestehenden engen Beziehung zu Margaret Thatcher, die seinen Rat weiterhin suchte, machten ihn zu einem vorrangigen Ziel für einen Anschlag der IRA. Er kam bei einem Autobombenattentat ums Leben.
Gow war befreundet mit Geoffrey Howe, dem langjährigen Außenminister Thatchers.

## Quelle
- "Chambers Biographical Dictionary", S. 627, 2002, ISBN 0-550-10051-2

| Personendaten    | Personendaten                                                                         |
| ---------------- | ------------------------------------------------------------------------------------- |
| NAME             | Gow, Ian                                                                              |
| KURZBESCHREIBUNG | britischer Politiker (Conservative Party), Mitglied des House of Commons und Minister |
| GEBURTSDATUM     | 11. Februar 1937                                                                      |
| GEBURTSORT       | London                                                                                |
| STERBEDATUM      | 30. Juli 1990                                                                         |
| STERBEORT        | Hankham, East Sussex                                                                  |